# 医王寺 (福島市)
医王寺（いおうじ）は、福島県福島市にある真言宗の寺院で、山号は瑠璃光山。中世初期に信夫郡を支配した佐藤氏の菩提寺。

## 沿革
開創について、明治に初版が出版された『大日本地名辞典』によれば詳らかではないとされているが 、寺の縁起に拠れば826年で空海による開山とされている 。その後は治承年間に佐藤基治の中興を経て、寛永期に福島真浄院の快翁が「重興す」と記されている。境内には、平安時代末期の武士で奥州藤原氏の姻族・佐藤基治とその子佐藤継信と佐藤忠信の墓とされる板碑が残されている。また、その他にも鎌倉期の板碑が数基ある。
後年、松尾芭蕉が奥の細道の旅の際に訪れ、「笈も太刀も 五月（さつき）に飾れ 紙幟（のぼり）」という句を詠んでいる。句中に登場する笈は武蔵坊弁慶が寄進した物という言い伝えがある。

## 物件
瑠璃光殿
宝物殿。先述の弁慶の笈をはじめ、佐藤兄弟の鞍や鏃、義経の兜などゆかりの品々を展示している。弁慶の笈は福島県の文化財となっている。
薬師堂
平安時代末期に玄心が勧請したと伝えられている。現在も残る堂は佐藤基治が建立したという。
本堂
本堂。入って右手には、討死にした継信、忠信兄弟の装いをもって二人の母乙和御前を慰めたという男装の婦人像をかたどった人形がある。継信の奥方若桜と忠信の奥方楓の像である。
乙和の椿
薬師堂の裏手にある椿。討死にした兄弟の母乙和御前の悲しみと情が乗り移ったかして、花が咲く前につぼみのまま落ちるという伝承がある。

## 寺紋

げんじぐるま 源氏車

## 交通
- 福島交通飯坂線・医王寺前駅から徒歩15分[4]（経路案内）
- 東北自動車道・福島飯坂ICから約2.5km
- 駐車場 ： 第一駐車場（乗用車）、第二駐車場（観光バス・乗用車）